# Lenin (Rîbnița)
Lenin (in russo Ленино)  è un comune della Moldavia controllato dalla autoproclamata repubblica di Transnistria. È compreso nel distretto di Rîbnița.

## Località
Il comune è formato dall'insieme delle seguenti località:
- Lenin
- Pervomaisc
- Pobeda
- Stanislavca